# Swiss Leaks
СуисЛийкс (на английски: Swiss Leaks или на английски: SwissLeaks) е публицистично разследване, публикувано през февруари 2015 г., за гигантска схема за укриване на данъци.
За схемата се твърди, че работи със знанието и насърчението на британската мултинационална банка HSBC чрез нейното швейцарско дъщерно дружество HSBC Private Bank (Suisse). Разследването започва с изтекла информация от френския компютърен анализатор Ерве Фалчиани за сметки, притежавани от над 100 000 клиенти и 20 000 офшорни компании с HSBC в Женева.
Разкритата информация е наречена „най-големият теч в швейцарската банкова история“.